# Późna wiosna
Późna wiosna (jap. 晩春 Banshun) – japoński dramat filmowy z 1949 roku w reżyserii Yasujirō Ozu. Scenariusz został oparty na opowiadaniu Chichi to musume autorstwa japońskiego pisarza Kazuo Hirotsu. Film należy do tzw. trylogii Noriko, na którą składają się również Wczesne lato (1951) oraz Tokijska opowieść (1953). 
Bohaterka Późnej wiosny, Noriko (Setsuko Hara), opiekuje się swoim owdowiałym ojcem Shukichim (Chishū Ryū). Jej otoczenie wywiera na nią presję, żeby wyszła za mąż, choć Noriko wciąż pragnie być przy ojcu.
Późna wiosna miała premierę 19 września 1949 roku. Zebrała pozytywne recenzje ze strony japońskiej prasy; była również siódmym najbardziej kasowym filmem wytwórni Shochiku. Następnego roku dzieło Ozu otrzymało nagrodę Kinema Junpo dla najlepszego filmu japońskiego. 
W 1972 roku Późna wiosna ukazała się również w Stanach Zjednoczonych, gdzie także została ciepło przyjęta. Roger Ebert nazwał dzieło Ozu „jednym z dwóch lub trzech najlepszych filmów Ozu, jakie kiedykolwiek nakręcił”, a zdaniem Dave'a Kehra Późna wiosna „zainaugurowała majestatyczny późny etap jego twórczości”.